# Seven de la República 2010
El Seven de la República de 2010 fue la vigésimo-séptima edición del torneo de rugby 7 de fin de temporada para uniones regionales afiliadas a la Unión Argentina de Rugby y la vigésimo-primera en ser organizada en la ciudad de Paraná, Entre Ríos. Se llevó a cabo el 4 y 5 de diciembre de 2010 en El Plumazo, sede del Club Atlético Estudiantes. Esta edición mantiene el récord de haber reunido la mayor cantidad de equipos en la historia del torneo: 32 participantes, producto de los seleccionados de veintidós uniones regionales, tres selecciones nacionales sudamericanas, tres seleccionados suplentes y cuatro seleccionados " de desarrollo".
Los cuatro equipos "de desarrollo" invitados para este torneo fueron, al menos en esta edición, de las uniones que tenían mayor cantidad de jugadores en este nivel, sirviendo como incentivo. Fue planeado para futuras ediciones que se establecerían torneos que determinen los cuatro participantes, siendo condición que los jugadores debiesen pertenecer a clubes de dicho nivel.
Durante esta edición un nuevo formato fue introducido: sin fase de grupos, los 32 equipos se enfrentaron en una llave de la cual los ganadores jugarán por la Copa de Oro y Plata, mientras que los perdedores lo harán por la Copa de Bronce y Estímulo. Con este nuevo formato, todos los equipos disputaron al menos tres partidos a lo largo de la competencia. Debido a este cambio, los ganadores de las Copas de Plata y Bronce pasaron a ser clasificados 9.° y 17.° en lugar de 5.° y 9.°, como era habitual hasta entonces.
El seleccionado de la Unión Cordobesa de Rugby consiguió su segundo campeonato, y el primero desde 1984, al derrotar 33-19 en la final de la Copa de Oro a la Unión de Rugby de Cuyo. El premio al mejor jugador del torneo, tradicionalmente decidido por votación de los periodistas invitados, fue para el cordobés Marcos Cano. Debido a una protesta de los periodistas en repudio a la falta de colaboración de la Unión Entrerriana de Rugby, se decidió unánimemente no realizar la votación y, por primera vez, la elección no estuvo a cargo de los periodistas. El Premio Fair Play fue otorgado a Brasil.
Por primera vez en la historia del torneo estuvo presente el rugby femenino: en preparación para el Seven Sudamericano Femenino 2011, la Selección Argentina de rugby 7 entrenó durante la primera jornada y se dividió en dos equipos para llevar a cabo tres partidos de exhibición entre las semifinales de la jornada final, formando parte del programa oficial del torneo.

## Equipos participantes
Participaron del torneo 32 equipos: veintidós uniones provinciales de Argentina, tres selecciones sudamericanas invitadas, cuatro selecciones de desarrollo y tres equipos suplentes.
| Equipo                  | Unión                                                |
| ----------------------- | ---------------------------------------------------- |
| Alto Valle              | Unión de Rugby del Alto Valle de Río Negro y Neuquén |
| Andina                  | Unión Andina de Rugby                                |
| Brasil                  | Confederação Brasileira de Rugby                     |
| Buenos Aires            | Unión de Rugby de Buenos Aires                       |
| Chile                   | Federación de Rugby de Chile                         |
| Chubut                  | Unión de Rugby del del Chubut                        |
| Córdoba                 | Unión Cordobesa de Rugby                             |
| Cuyo                    | Unión de Rugby de Cuyo                               |
| Entre Ríos              | Unión Entrerriana de Rugby                           |
| Entre Ríos B            | Unión Entrerriana de Rugby                           |
| Formosa                 | Unión de Rugby de Formosa                            |
| Jujuy                   | Unión Jujeña de Rugby                                |
| Mar del Plata           | Unión de Rugby de Mar del Plata                      |
| Misiones                | Unión de Rugby de Misiones                           |
| Nordeste                | Unión de Rugby del Nordeste                          |
| Nordeste B              | Unión de Rugby del Nordeste                          |
| Oeste                   | Unión de Rugby del Oeste de Buenos Aires             |
| Rosario                 | Unión de Rugby de Rosario                            |
| Salta                   | Unión de Rugby de Salta                              |
| San Juan                | Unión Sanjuanina de Rugby                            |
| San Luis                | Unión Santafesina de Rugby                           |
| Santa Fe                | Unión Santafesina de Rugby                           |
| Santa Fe B              | Unión Santafesina de Rugby                           |
| Santiago del Estero     | Unión Santiagueña de Rugby                           |
| Sur                     | Unión de Rugby del Sur                               |
| Tierra del Fuego        | Unión de Rugby de Tierra del Fuego                   |
| Tucumán                 | Unión de Rugby de Tucumán                            |
| Uruguay                 | Unión de Rugby del Uruguay                           |
| Buenos Aires Desarrollo | Unión de Rugby de Buenos Aires                       |
| Córdoba Desarrollo      | Unión Cordobesa de Rugby                             |
| Entre Ríos Desarrollo   | Unión Entrerriana de Rugby                           |
| Oeste Desarrollo        | Unión de Rugby del Oeste de Buenos Aires             |

En cursiva los seleccionados internacionales invitados.
Nordeste B y Santa Fe B fueron equipos suplentes que participaron en ausencia de los seleccionados de la Unión de Rugby Austral y la Unión de Rugby de los Lagos del Sur, respectivamente. La recientemente creada Unión Santacruceña de Rugby también debía participar del torneo, pero por razones presupuestarias no pudieron presentarse y fueron reemplazados por Entre Ríos B.

## Formato
Los equipos fueron clasificados del 1.° al 32.° lugar, de acuerdo a sus posiciones finales en el Seven de la República 2009. A los equipos que no participaron en 2009 se les asignaron las últimas posiciones, mientras que los equipos que participan en lugar de Austral y Lagos del Sur (Nordeste B y Santa Fe B) asumieron las posiciones de los equipos originales.
Los 32 equipos participantes disputaron la Primera Fase (también llamada "fase de nivelación"), con el 1.° enfrentando al 32.°; el 2.° al 31.°; el 3.° al 30.°; y así sucesivamente. En la Fase de Clasificación, los dieciséis ganadores de la Primera Fase disputaron la Clasificación Oro/Plata y los dieciséis perdedores disputaron la Clasificación Bronce/Estímulo. 
Los resultados de la Fase de Clasificación determinaron cuál copa disputaron los equipos en la Fase Final (Oro, Plata, Bronce y Estímulo), con ocho equipos clasificando para cada copa. En la Fase Final, los ocho equipos de cada copa se enfrentan a eliminación directa por cuartos de final, semifinales y final para determinar a su respectivo ganador. El ganador de la Copa de Oro es el campeón del torneo.

## Primera Fase
A excepción de la Unión de Rugby del Sur, todos los encuentros de la Primera Fase fueron ganados por los equipos de mayor orden.
| 4 de diciembre | Rosario (1.°) | 48 - 0  | Entre Ríos Desarrollo (32.°) | CA Estudiantes, Paraná |  |
|                |               | Reporte |                              |                        |  |

| 4 de diciembre | Sur (16.°) | 5 - 22  | Uruguay (17.°) | CA Estudiantes, Paraná |  |
|                |            | Reporte |                |                        |  |

| 4 de diciembre | Nordeste (9.°) | 25 - 0  | Misiones (24.°) | CA Estudiantes, Paraná |  |
|                |                | Reporte |                 |                        |  |

| 4 de diciembre | Alto Valle (8.°) | 26 - 7  | Chubut (25.°) | CA Estudiantes, Paraná |  |
|                |                  | Reporte |               |                        |  |

| 4 de diciembre | Buenos Aires (5.°) | 14 - 12 | Entre Ríos B (28.°) | CA Estudiantes, Paraná |  |
|                |                    | Reporte |                     |                        |  |

| 4 de diciembre | Entre Ríos (12.°) | 10 - 5  | Chile (21.°) | CA Estudiantes, Paraná |  |
|                |                   | Reporte |              |                        |  |

| 4 de diciembre | San Juan (13.°) | 10 - 0  | Formosa (20.°) | CA Estudiantes, Paraná |  |
|                |                 | Reporte |                |                        |  |

| 4 de diciembre | Cuyo (4.°) | 7 - 5   | Buenos Aires Desarrollo (29.°) | CA Estudiantes, Paraná |  |
|                |            | Reporte |                                |                        |  |

| 4 de diciembre | Salta (3.°) | 21 - 7  | Córdoba Desarrollo (30.°) | CA Estudiantes, Paraná |  |
|                |             | Reporte |                           |                        |  |

| 4 de diciembre | Tierra del Fuego (14.°) | 26 - 0  | San Luis (19.°) | CA Estudiantes, Paraná |  |
|                |                         | Reporte |                 |                        |  |

| 4 de diciembre | Santiago del Estero (11.°) | 26 - 5  | Nordeste B (22.°) | CA Estudiantes, Paraná |  |
|                |                            | Reporte |                   |                        |  |

| 4 de diciembre | Córdoba (6.°) | 54 - 0  | Santa Fe B (27.°) | CA Estudiantes, Paraná |  |
|                |               | Reporte |                   |                        |  |

| 4 de diciembre | Mar del Plata (7.°) | 28 - 0  | Oeste (26.°) | CA Estudiantes, Paraná |  |
|                |                     | Reporte |              |                        |  |

| 4 de diciembre | Santa Fe (10.°) | 19 - 0  | Andina (23.°) | CA Estudiantes, Paraná |  |
|                |                 | Reporte |               |                        |  |

| 4 de diciembre | Brasil (15.°) | 15 - 10 | Jujuy (18.°) | CA Estudiantes, Paraná |  |
|                |               | Reporte |              |                        |  |

| 4 de diciembre | Tucumán (2.°) | 39 - 0  | Oeste Desarrollo (31.°) | CA Estudiantes, Paraná |  |
|                |               | Reporte |                         |                        |  |

## Fase de Clasificación

### Clasificación Oro/Plata
| 4 de diciembre | Rosario (1.°) | 19 - 12 | Uruguay (17.°) | CA Estudiantes, Paraná |  |
|                |               | Reporte |                |                        |  |

| 4 de diciembre | Alto Valle (8.°) | 7 - 17  | Nordeste (9.°) | CA Estudiantes, Paraná |  |
|                |                  | Reporte |                |                        |  |

| 4 de diciembre | Buenos Aires (5.°) | 5 - 13  | Entre Ríos (12.°) | CA Estudiantes, Paraná |  |
|                |                    | Reporte |                   |                        |  |

| 4 de diciembre | Cuyo (4.°) | 19 - 5  | San Juan (13.°) | CA Estudiantes, Paraná |  |
|                |            | Reporte |                 |                        |  |

| 4 de diciembre | Salta (3.°) | 22 - 5  | Tierra del Fuego (14.°) | CA Estudiantes, Paraná |  |
|                |             | Reporte |                         |                        |  |

| 4 de diciembre | Córdoba (6.°) | 28 - 17 | Santiago del Estero (11.°) | CA Estudiantes, Paraná |  |
|                |               | Reporte |                            |                        |  |

| 4 de diciembre | Mar del Plata (7.°) | 24 - 0  | Santa Fe (10.°) | CA Estudiantes, Paraná |  |
|                |                     | Reporte |                 |                        |  |

| 4 de diciembre | Tucumán (2.°) | 19 - 7  | Brasil (15.°) | CA Estudiantes, Paraná |  |
|                |               | Reporte |               |                        |  |

### Clasificación Bronce/Estímulo
| 4 de diciembre | Sur (16.°) | 26 - 0  | Entre Ríos Desarrollo (32.°) | CA Estudiantes, Paraná |  |
|                |            | Reporte |                              |                        |  |

| 4 de diciembre | Misiones (24.°) | 15 - 10 | Chubut (25.°) | CA Estudiantes, Paraná |  |
|                |                 | Reporte |               |                        |  |

| 4 de diciembre | Chile (21.°) | 5 - 12  | Entre Ríos B (28.°) | CA Estudiantes, Paraná |  |
|                |              | Reporte |                     |                        |  |

| 4 de diciembre | Formosa (20.°) | 10 - 12 | Buenos Aires Des. (29.°) | CA Estudiantes, Paraná |  |
|                |                | Reporte |                          |                        |  |

| 4 de diciembre | San Luis (19.°) | 7 - 26  | Córdoba Desarrollo (30.°) | CA Estudiantes, Paraná |  |
|                |                 | Reporte |                           |                        |  |

| 4 de diciembre | Nordeste B (22.°) | 24 - 12 | Santa Fe B (27.°) | CA Estudiantes, Paraná |  |
|                |                   | Reporte |                   |                        |  |

| 4 de diciembre | Andina (23.°) | 24 - 19 | Oeste (26.°) | CA Estudiantes, Paraná |  |
|                |               | Reporte |              |                        |  |

| 4 de diciembre | Jujuy (18.°) | 17 - 5  | Oeste Desarrollo (31.°) | CA Estudiantes, Paraná |  |
|                |              | Reporte |                         |                        |  |

## Fase final

### Copa de Oro
|  | Cuartos de final | Cuartos de final | Cuartos de final |         |         | Semifinales | Semifinales | Semifinales |  |      | Final | Final | Final |  |
|  |                  |                  |                  |         |         |             |             |             |  |      |       |       |       |  |
|  |                  |                  |                  |         |         |             |             |             |  |      |       |       |       |  |
|  | Rosario          | Rosario          | 12               |         |         |             |             |             |  |      |       |       |       |  |
|  | Rosario          | Rosario          | 12               |         |         |             |             |             |  |      |       |       |       |  |
|  | Nordeste         | Nordeste         | 10               |         |         |             |             |             |  |      |       |       |       |  |
|  | Nordeste         | Nordeste         | 10               |         | Rosario | Rosario     | 7           |             |  |      |       |       |       |  |
|  |                  |                  |                  |         | Rosario | Rosario     | 7           |             |  |      |       |       |       |  |
|  |                  |                  | Cuyo             | Cuyo    | 10      |             |             |             |  |      |       |       |       |  |
|  | Cuyo             | Cuyo             | Cuyo             | Cuyo    | 10      | 12          |             |             |  |      |       |       |       |  |
|  | Cuyo             | Cuyo             |                  |         |         |             |             |             |  |      |       |       |       |  |
|  | Entre Ríos       | Entre Ríos       | 0                |         |         |             |             |             |  |      |       |       |       |  |
|  | Entre Ríos       | Entre Ríos       | 0                |         |         |             |             |             |  | Cuyo | Cuyo  | 19    |       |  |
|  |                  |                  |                  |         |         |             |             |             |  | Cuyo | Cuyo  | 19    |       |  |
|  |                  |                  | Córdoba          | Córdoba | 33      |             |             |             |  |      |       |       |       |  |
|  | Salta            | Salta            | Córdoba          | Córdoba | 33      | 5           |             |             |  |      |       |       |       |  |
|  | Salta            | Salta            |                  |         |         |             |             |             |  |      |       |       |       |  |
|  | Córdoba          | Córdoba          | 12               |         |         |             |             |             |  |      |       |       |       |  |
|  | Córdoba          | Córdoba          | 12               |         | Córdoba | Córdoba     | 17          |             |  |      |       |       |       |  |
|  |                  |                  |                  |         | Córdoba | Córdoba     | 17          |             |  |      |       |       |       |  |
|  |                  |                  | Tucumán          | Tucumán | 5       |             |             |             |  |      |       |       |       |  |
|  | Tucumán          | Tucumán          | Tucumán          | Tucumán | 5       | 17          |             |             |  |      |       |       |       |  |
|  | Tucumán          | Tucumán          |                  |         |         |             |             |             |  |      |       |       |       |  |
|  | Mar del Plata    | Mar del Plata    | 12               |         |         |             |             |             |  |      |       |       |       |  |
|  | Mar del Plata    | Mar del Plata    | 12               |         |         |             |             |             |  |      |       |       |       |  |
|  |                  |                  |                  |         |         |             |             |             |  |      |       |       |       |  |

### Copa de Plata
|  | Cuartos de final | Cuartos de final | Cuartos de final |              |                 | Semifinales     | Semifinales | Semifinales |  |              | Final        | Final | Final |  |
|  |                  |                  |                  |              |                 |                 |             |             |  |              |              |       |       |  |
|  |                  |                  |                  |              |                 |                 |             |             |  |              |              |       |       |  |
|  | Alto Valle       | Alto Valle       | 5                |              |                 |                 |             |             |  |              |              |       |       |  |
|  | Alto Valle       | Alto Valle       | 5                |              |                 |                 |             |             |  |              |              |       |       |  |
|  | Uruguay          | Uruguay          | 24               |              |                 |                 |             |             |  |              |              |       |       |  |
|  | Uruguay          | Uruguay          | 24               |              | Uruguay         | Uruguay         | 7           |             |  |              |              |       |       |  |
|  |                  |                  |                  |              | Uruguay         | Uruguay         | 7           |             |  |              |              |       |       |  |
|  |                  |                  | Buenos Aires     | Buenos Aires | 14              |                 |             |             |  |              |              |       |       |  |
|  | Buenos Aires     | Buenos Aires     | Buenos Aires     | Buenos Aires | 14              | 25              |             |             |  |              |              |       |       |  |
|  | Buenos Aires     | Buenos Aires     |                  |              |                 |                 |             |             |  |              |              |       |       |  |
|  | San Juan         | San Juan         | 7                |              |                 |                 |             |             |  |              |              |       |       |  |
|  | San Juan         | San Juan         | 7                |              |                 |                 |             |             |  | Buenos Aires | Buenos Aires | 27    |       |  |
|  |                  |                  |                  |              |                 |                 |             |             |  | Buenos Aires | Buenos Aires | 27    |       |  |
|  |                  |                  | Brasil           | Brasil       | 0               |                 |             |             |  |              |              |       |       |  |
|  | Sgo. del Estero  | Sgo. del Estero  | Brasil           | Brasil       | 0               | 19              |             |             |  |              |              |       |       |  |
|  | Sgo. del Estero  | Sgo. del Estero  |                  |              |                 |                 |             |             |  |              |              |       |       |  |
|  | Tierra del Fuego | Tierra del Fuego | 14               |              |                 |                 |             |             |  |              |              |       |       |  |
|  | Tierra del Fuego | Tierra del Fuego | 14               |              | Sgo. del Estero | Sgo. del Estero | 5           |             |  |              |              |       |       |  |
|  |                  |                  |                  |              | Sgo. del Estero | Sgo. del Estero | 5           |             |  |              |              |       |       |  |
|  |                  |                  | Brasil           | Brasil       | 22              |                 |             |             |  |              |              |       |       |  |
|  | Santa Fe         | Santa Fe         | Brasil           | Brasil       | 22              | 5               |             |             |  |              |              |       |       |  |
|  | Santa Fe         | Santa Fe         |                  |              |                 |                 |             |             |  |              |              |       |       |  |
|  | Brasil           | Brasil           | 19               |              |                 |                 |             |             |  |              |              |       |       |  |
|  | Brasil           | Brasil           | 19               |              |                 |                 |             |             |  |              |              |       |       |  |
|  |                  |                  |                  |              |                 |                 |             |             |  |              |              |       |       |  |

### Copa de Bronce
|  | Cuartos de final   | Cuartos de final   | Cuartos de final   |                    |                    | Semifinales        | Semifinales | Semifinales |  |     | Final | Final | Final |  |
|  |                    |                    |                    |                    |                    |                    |             |             |  |     |       |       |       |  |
|  |                    |                    |                    |                    |                    |                    |             |             |  |     |       |       |       |  |
|  | Sur                | Sur                | 19                 |                    |                    |                    |             |             |  |     |       |       |       |  |
|  | Sur                | Sur                | 19                 |                    |                    |                    |             |             |  |     |       |       |       |  |
|  | Misiones           | Misiones           | 14                 |                    |                    |                    |             |             |  |     |       |       |       |  |
|  | Misiones           | Misiones           | 14                 |                    | Sur                | Sur                | 14          |             |  |     |       |       |       |  |
|  |                    |                    |                    |                    | Sur                | Sur                | 14          |             |  |     |       |       |       |  |
|  |                    |                    | B. A. Desarrollo   | B. A. Desarrollo   | 12                 |                    |             |             |  |     |       |       |       |  |
|  | Entre Ríos B       | Entre Ríos B       | B. A. Desarrollo   | B. A. Desarrollo   | 12                 | 7                  |             |             |  |     |       |       |       |  |
|  | Entre Ríos B       | Entre Ríos B       |                    |                    |                    |                    |             |             |  |     |       |       |       |  |
|  | B. A. Desarrollo   | B. A. Desarrollo   | 32                 |                    |                    |                    |             |             |  |     |       |       |       |  |
|  | B. A. Desarrollo   | B. A. Desarrollo   | 32                 |                    |                    |                    |             |             |  | Sur | Sur   | 17    |       |  |
|  |                    |                    |                    |                    |                    |                    |             |             |  | Sur | Sur   | 17    |       |  |
|  |                    |                    | Córdoba Desarrollo | Córdoba Desarrollo | 12                 |                    |             |             |  |     |       |       |       |  |
|  | Nordeste B         | Nordeste B         | Córdoba Desarrollo | Córdoba Desarrollo | 12                 | 12                 |             |             |  |     |       |       |       |  |
|  | Nordeste B         | Nordeste B         |                    |                    |                    |                    |             |             |  |     |       |       |       |  |
|  | Córdoba Desarrollo | Córdoba Desarrollo | 17                 |                    |                    |                    |             |             |  |     |       |       |       |  |
|  | Córdoba Desarrollo | Córdoba Desarrollo | 17                 |                    | Córdoba Desarrollo | Córdoba Desarrollo | 22          |             |  |     |       |       |       |  |
|  |                    |                    |                    |                    | Córdoba Desarrollo | Córdoba Desarrollo | 22          |             |  |     |       |       |       |  |
|  |                    |                    | Andina             | Andina             | 5                  |                    |             |             |  |     |       |       |       |  |
|  | Jujuy              | Jujuy              | Andina             | Andina             | 5                  | 7                  |             |             |  |     |       |       |       |  |
|  | Jujuy              | Jujuy              |                    |                    |                    |                    |             |             |  |     |       |       |       |  |
|  | Andina             | Andina             | 14                 |                    |                    |                    |             |             |  |     |       |       |       |  |
|  | Andina             | Andina             | 14                 |                    |                    |                    |             |             |  |     |       |       |       |  |
|  |                    |                    |                    |                    |                    |                    |             |             |  |     |       |       |       |  |

### Copa Estímulo
|  | Cuartos de final      | Cuartos de final      | Cuartos de final |            |            | Semifinales | Semifinales | Semifinales |  |       | Final | Final | Final |  |
|  |                       |                       |                  |            |            |             |             |             |  |       |       |       |       |  |
|  |                       |                       |                  |            |            |             |             |             |  |       |       |       |       |  |
|  | Chubut                | Chubut                | 32               |            |            |             |             |             |  |       |       |       |       |  |
|  | Chubut                | Chubut                | 32               |            |            |             |             |             |  |       |       |       |       |  |
|  | Entre Ríos Desarrollo | Entre Ríos Desarrollo | 14               |            |            |             |             |             |  |       |       |       |       |  |
|  | Entre Ríos Desarrollo | Entre Ríos Desarrollo | 14               |            | Chubut     | Chubut      | 0           |             |  |       |       |       |       |  |
|  |                       |                       |                  |            | Chubut     | Chubut      | 0           |             |  |       |       |       |       |  |
|  |                       |                       | Chile            | Chile      | 33         |             |             |             |  |       |       |       |       |  |
|  | Formosa               | Formosa               | Chile            | Chile      | 33         | 7           |             |             |  |       |       |       |       |  |
|  | Formosa               | Formosa               |                  |            |            |             |             |             |  |       |       |       |       |  |
|  | Chile                 | Chile                 | 33               |            |            |             |             |             |  |       |       |       |       |  |
|  | Chile                 | Chile                 | 33               |            |            |             |             |             |  | Chile | Chile | 35    |       |  |
|  |                       |                       |                  |            |            |             |             |             |  | Chile | Chile | 35    |       |  |
|  |                       |                       | Santa Fe B       | Santa Fe B | 7          |             |             |             |  |       |       |       |       |  |
|  | San Luis              | San Luis              | Santa Fe B       | Santa Fe B | 7          | 7           |             |             |  |       |       |       |       |  |
|  | San Luis              | San Luis              |                  |            |            |             |             |             |  |       |       |       |       |  |
|  | Santa Fe B            | Santa Fe B            | 19               |            |            |             |             |             |  |       |       |       |       |  |
|  | Santa Fe B            | Santa Fe B            | 19               |            | Santa Fe B | Santa Fe B  | 19          |             |  |       |       |       |       |  |
|  |                       |                       |                  |            | Santa Fe B | Santa Fe B  | 19          |             |  |       |       |       |       |  |
|  |                       |                       | Oeste            | Oeste      | 7          |             |             |             |  |       |       |       |       |  |
|  | Oeste                 | Oeste                 | Oeste            | Oeste      | 7          | 52          |             |             |  |       |       |       |       |  |
|  | Oeste                 | Oeste                 |                  |            |            |             |             |             |  |       |       |       |       |  |
|  | Oeste Desarrollo      | Oeste Desarrollo      | 0                |            |            |             |             |             |  |       |       |       |       |  |
|  | Oeste Desarrollo      | Oeste Desarrollo      | 0                |            |            |             |             |             |  |       |       |       |       |  |
|  |                       |                       |                  |            |            |             |             |             |  |       |       |       |       |  |

## Tabla de posiciones
Las posiciones finales al terminar el campeonato:
| 1.°  | Córdoba                 | 5 | 0 | 0 | 144 | 46  | +98  |
| 2.°  | Cuyo                    | 4 | 0 | 1 | 67  | 50  | +17  |
| 3.°  | Rosario                 | 3 | 0 | 1 | 86  | 32  | +54  |
| 4.°  | Tucumán                 | 3 | 0 | 1 | 80  | 36  | +44  |
| 5.°  | Nordeste                | 2 | 0 | 1 | 52  | 19  | +33  |
| 6.°  | Mar del Plata           | 2 | 0 | 1 | 64  | 17  | +47  |
| 7.°  | Salta                   | 2 | 0 | 1 | 48  | 24  | +24  |
| 8.°  | Entre Ríos              | 2 | 0 | 1 | 23  | 22  | +1   |
| 9.°  | Buenos Aires            | 4 | 0 | 1 | 85  | 39  | +46  |
| 10.° | Brasil                  | 3 | 0 | 2 | 63  | 66  | -3   |
| 11.° | Uruguay                 | 2 | 0 | 2 | 65  | 43  | +22  |
| 12.° | Santiago del Estero     | 2 | 0 | 2 | 67  | 69  | -2   |
| 13.° | Tierra del Fuego        | 1 | 0 | 2 | 45  | 41  | +4   |
| 14.° | Santa Fe                | 1 | 0 | 2 | 24  | 43  | -19  |
| 15.° | San Juan                | 1 | 0 | 2 | 22  | 44  | -22  |
| 16.° | Alto Valle              | 1 | 0 | 2 | 38  | 48  | -10  |
| 17.° | Sur                     | 4 | 0 | 1 | 81  | 60  | +21  |
| 18.° | Córdoba Desarrollo      | 3 | 0 | 2 | 84  | 62  | +22  |
| 19.° | Buenos Aires Desarrollo | 2 | 0 | 2 | 61  | 38  | +23  |
| 20.° | Andina                  | 2 | 0 | 2 | 43  | 67  | -24  |
| 21.° | Misiones                | 1 | 0 | 2 | 29  | 54  | -25  |
| 22.° | Nordeste B              | 1 | 0 | 2 | 41  | 55  | -14  |
| 23.° | Jujuy                   | 1 | 0 | 2 | 34  | 34  | +0   |
| 24.° | Entre Ríos B            | 1 | 0 | 2 | 31  | 51  | -20  |
| 25.° | Chile                   | 3 | 0 | 2 | 111 | 36  | +75  |
| 26.° | Santa Fe B              | 2 | 0 | 3 | 57  | 127 | -70  |
| 27.° | Oeste                   | 1 | 0 | 3 | 78  | 71  | +7   |
| 28.° | Chubut                  | 1 | 0 | 3 | 49  | 88  | -39  |
| 29.° | San Luis                | 0 | 0 | 3 | 14  | 71  | -57  |
| 30.° | Entre Ríos Desarrollo   | 0 | 0 | 3 | 14  | 106 | -92  |
| 31.° | Formosa                 | 0 | 0 | 3 | 17  | 55  | -32  |
| 32.° | Oeste Desarrollo        | 0 | 0 | 3 | 5   | 108 | -103 |

|  | Campeón Copa de Oro.    |
|  | Campeón Copa de Plata.  |
|  | Campeón Copa de Bronce. |
|  | Campeón Copa Estímulo.  |

| Bandera de la Provincia de Córdoba |
| Córdoba Campeón                    |
| Segundo título                     |